# Spiroctenus schreineri
Spiroctenus schreineri is een spinnensoort in de taxonomische indeling van de bruine klapdeurspinnen (Nemesiidae).
Spiroctenus schreineri werd in 1903 beschreven door Purcell.